# Powiat Suntō
Powiat Suntō (jap. 駿東郡 Suntō-gun) – powiat w Japonii, w prefekturze Shizuoka. W 2024 roku liczył 92 357 mieszkańców.

## Miejscowości
- Oyama
- Shimizu
- Nagaizumi